# 村田凱一
村田 凱一（むらた ときいち、1879年（明治12年）6月26日 - 1969年（昭和44年）1月5日）は、大日本帝国陸軍軍人。最終階級は陸軍少将。妻は藤井行徳の娘の曦子。

## 経歴・人物
山口県出身。1900年（明治33年）陸軍士官学校第12期卒業。
1925年（大正14年）3月に陸軍歩兵大佐・松本連隊区司令官、1927年（昭和2年）3月に第9師団司令部附（金沢医科大学配属将校）、1929年（昭和4年）5月に歩兵第33連隊長を経て、1930年（昭和5年）8月1日に陸軍少将に昇進と同時に待命、同月29日に予備役に編入した。
1947年（昭和22年）11月28日、公職追放仮指定を受けた。

## 栄典
- 1901年（明治34年）10月10日 - 正八位[5]
- 1910年（明治43年）9月30日 - 従六位[6]